# Dani Gyöngyi
Dani Gyöngyi (Kaposvár, 1975. július 3. –) hétszeres magyar paralimpiai ezüst- és kétszeres bronzérmes, világ- és tízszeres Európa-bajnok tőr- és párbajtőrvívó, Európa-bajnoki ezüstérmes alpesi síelő, óriás műlesiklásban. Az egyetlen magyar sportoló, aki mind a nyári, mind pedig a téli paralimpiai játékokra kvalifikált.

## Sportpályafutása
Épen született. Problémás kamaszkora volt, sokat lázadt, bandázott, ráadásul egy szerelmi csalódás miatt úgy érezte, nincs értelme az életének, ezért 1991 februárjában szülővárosában leugrott egy négyemeletes ház tetejéről. A balesetet túlélte, de gerincvelője elszakadt és kerekesszékbe került. Kezdetben kosárlabdázott, kézzel hajtásos kerekesszékkel (handbike) teljesítette a félmaratont, ezen kívül megpróbálkozott az erőemeléssel is, de mivel szerette volna megőrizni nőies testalkatát, ezzel hamar felhagyott. A 2000-es évek második felében a téli sportokra helyezte a hangsúlyt, kijutott a 2010-es téli paralimpiára is, de legnagyobb eredményeit vívásban érte el. Tőr és párbajtőr fegyvernemekben versenyzett, végig a „B” kategóriában, amely a súlyosabban sérült, önállóan felállni nem tudó versenyzőket jelöli. Edzői Felletár György, Tóth András és Feczer Viktor voltak.

### Vívás

#### 1998-2008
1994 környékén kezdett vívni, az 1995-ös Blackpoolban rendezett Európa-bajnokságon mutatkozott be először a magyar válogatott a nemzetközi mezőnyben, ennek a csapatnak már tagja volt. Az 1999-es oviedoi világkupán párbajtőr egyéniben a hetedik helyen végzett. Indult az EB-n is, de a selejtezőből nem jutott tovább, a csapatversenyben az ötödik helyen végeztek. Az októberi budapesti világkupán tőr egyéniben a negyedik helyen végzett. A 2000 májusában rendezett országos bajnokságot tőr egyéniben megnyerte. Első komolyabb eredményeit a 2001-es madridi Európa-bajnokságon érte el, párbajtőr egyéniben és a Pálfi Judit, Krajnyák Zsuzsanna, Jurák Andrea összeállítású párbajtőrcsapat tagjaként ezüstöt nyert. A 2002-es hazai rendezésű világbajnokságon párbajtőr egyéniben kiesett, a párbajtőrcsapattal és a tőrcsapattal harmadik helyezést ért el, míg tőr egyéniben csak a döntőben kapott ki, és szerzett ezüstérmet. A 2003 májusi lonatoi világkupán párbajtőr és tőr egyéniben bronzérmes lett. A júliusi EB-n, amelynek a francia főváros adott otthont, a csapattal párbajtőrben és tőrben is (Krajnyákkal és Jurákkal) a dobogó legfelső fokára állhatott fel, megszerezve így első Európa-bajnoki címeit, tőr egyéniben pedig bronzérmet szerzett. A novemberi budapesti világkupán egyéniben mindkét fegyvernemében a második helyen végzett. A 2004 márciusi madridi világkupán párbajtőr egyéniben bronzérmes lett, tőrben pedig győzni tudott. A júliusi varsói világkupán tőr- és párbajtőr egyéniben is második lett. Élete első paralimpiáján, Athénban három ezüstérmet szerzett: tőr egyéniben, a tőr- és a párbajtőrcsapat tagjaként is, párbajtőr egyéniben pedig negyedik lett. A decemberi országos bajnokságon tőr egyéniben ezüstérmet szerzett. Érdekesség, hogy nem volt elég férfi induló, így Szekeres Pál a nők között versenyzett. A 2005-ös júliusi varsói világkupán tőr egyéniben ötödik, párbajtőrben harmadik. A szeptemberi vívó világjátékokon Rio de Janeiroban két arany és egy bronzérmet szerzett, de az a sajtóanyagokból nem derül ki, mely fegyvernemekben. A decemberi madridi Európa-bajnokságon párbajtőr egyéniben a harmadik, tőrben a második helyen végzett. A párbajtőr csapattal pedig Európa-bajnoki címet szerzett. 2006 májusában párbajtőr egyéniben megnyerte a világkupa küzdelmeit. Júliusban a varsói világkupán párbajtőr egyéniben bronzérmet, a tőrcsapattal pedig ezüstöt szerzett. Októberben a torinoi világbajnokságról három bronzéremmel tért haza: tőr egyéniben, a tőr- és a párbajtőrcsapattal lett harmadik. 2007 márciusában a valenciai világkupán a dobogó második fokára állhatott fel tőr egyéniben. Áprilisban a montréali világkupán párbajtőr egyéniben csak olasz ellenfele volt jobb nála, tőrben pedig diadalmaskodott. Májusban Lonatóban tőr egyéniben lett harmadik a világkupa küzdelmeiben. A nyár folyamán megrendezett EB-n, amelynek a lengyel főváros adott otthont, párbajtőr egyéniben ezüstérmes, ezenkívül begyűjtött három aranyat is, tőr egyéniben, valamint a tőr- és a párbajtőrcsapat tagjaként. A júliusi világkupát ugyanitt rendezték; párbajtőr egyéniben a hatodik helyen végzett.
A pekingi paralimpia volt az öt paralimpiája közül az egyetlen, ahol nem szerzett érmet: tőr egyéniben ötödik lett, párbajtőrben a hatodik helyen végzett, csapatversenyeket pedig ekkor nem rendeztek.

#### 2009-2012
2009 májusában a lonatoi versenyen tőr egyéniben bronzérmes, a tőr csapattal a döntőben egy tussal kaptak ki Hong Kongtól. Júliusban a varsói Európa-bajnokságon tőr egyéniben és a csapattal újabb Európa-bajnoki címet szerzett, míg a párbajtőrcsapat tagjaként ezüstérmes lett.
Októberben tőr egyéniben megnyerte a varsói világkupaviadalt, a tőrcsapattal pedig a dobogó legalsó fokára állhatott. Kvalifikált a 2010-es vancouveri téli paralimpiára, de a verseny helyszínén lábát törte, így versenyszámában nem is tudott elindulni, viszont a vívásban soron következő két világkupa versenyt, Lonatoban és Varsóban ugyancsak ki kellett hagynia. 2010 októberében az egri világkupán győzelemmel tért vissza: tőr- és párbajtőr egyéniben, és a párbajtőrcsapattal is nyert. A verseny kuriózuma volt, hogy tőr egyéniben elindult az „A” kategóriában is, amely a kevésbé sérült versenyzőket jelöli, itt ezüstéremig jutott. Ezzel ő volt a magyar küldöttség legeredményesebb versenyzője. Novemberben a párizsi világbajnokságon párbajtőr egyéniben hatodik, tőrben bronzérmes, a tőrcsapattal ezüstérmes, míg a párbajtőrcsapattal az ötödik helyen fejezték be a küzdelmeket. 2011 májusában Montréalban tőr és párbajtőr egyéniben és a párbajtőr csapattal is bronzérmet szerzett. A varsói világkupán júniusban tőr egyéniben bronzérmet szerzett. A júliusi sheffieldi EB-ről tőr egyéniben és a csapattal is, valamint a párbajtőrcsapattal ugyancsak aranyat hozott el. A szeptemberi egri világkupa verseny legsikeresebb versenyzője volt: tőr és párbajtőr egyéniben, valamint a tőrcsapat tagjaként is a dobogó legfelső fokára állhatott. Az októberi cataniai világbajnokságon tőr egyéniben a dobogó legalsó fokáig jutott, párbajtőr egyéniben ötödik, a tőrcsapattal (Juhász Veronika, Krajnyák Zsuzsanna, Pálfi Judit) ezüstérmes lett, párbajtőrben pedig bronzot nyertek. A decemberi országos bajnokságon ezüstérmet szerzett, a fenyvernem ismeretlen. 2012 januárjában a németországi Malchowban rendezték abban az évben az első versenyt, ahol párbajtőr egyéniben bronzérmet szerzett, a csapattal pedig második lett Kína mögött. A paralimpiát megelőző utolsó megmérettetésen, a júliusi varsói világkupán kifejezetten jól teljesített, tőr és párbajtőr egyéniben is győzött, a párbajtőrcsapattal pedig ezüstérmet szerzett. A játékok előtt az a megtiszteltetés érte, hogy ő mondhatta a paralimpiai eskü szövegét. A londoni paralimpián tőr egyéniben és a párbajtőrcsapat tagjaként a döntőben Kínától kikapva Juhász Veronikával és Krajnyák Zsuzsannával ezüstérmet szerzett. A decemberi egri világkupán párbajtőr egyéniben bronzérmes, tőr egyéniben és a tőrcsapat tagjaként pedig győzedelmeskedni tudott.

#### 2013-2016
A 2013 májusi lonatoi világkupa állomáson tőr egyéniben a dobogó második fokára állhatott. A júliusi varsói vk-n tőr és párbajtőr egyéniben ezüstérmes. Az augusztusi hazai rendezésű világbajnokságon tőr egyéniben nyolcadik, párbajtőr egyéniben kilencedik, a tőrcsapat és a párbajtőrcsapat tagjaként egyaránt bronzérmet szerzett. A 2014-es szezon javarészét gyermeke születése miatt kihagyta. A novemberi egri világkupán részt vett, de eredményeiről nem számolt be a sajtó. 2015 májusában a montréali világkupán a párbajtőr csapattal (Krajnyák, Dani, Veres) megnyerték a viadalt. A nyár folyamán a varsói világkupán tőr egyéniben és a párbajtőrcsapat tagjaként Krajnyák Zsuzsannával és Jurák Andreával bronzérmet szerzett. 2015 szeptemberében párbajtőr egyéniben hatodik, tőr egyéniben és a csapattal ezüstérmet szerzett, míg a Fóris, Krajnyák, Veres összeállítású csapat tagjaként harmadik lett az egri világbajnokságon. 2015 októberében a tőrcsapattal második helyen végzett a párizsi világkupán. 2016 februárjában az egri világkupán párbajtőr egyéniben a nyolcadik, míg tőr egyéniben az ötödik helyen zárt. A tőrcsapattal szép sikert aratott, megnyerték a küzdelmeket. A 2016-os casale monferratoi Európa-bajnokságon a tőrcsapattal gyűjtötte be 10. kontinens-bajnoki címét. A riói paralimpián tőr egyéniben hullámzó teljesítményt nyújtott és hatodik lett, míg a tőrcsapat tagjaként Krajnyák Zsuzsannával és Hajmási Évával a kínaiak mögött megszerezte újabb, ötödik ezüstérmét. Párbajtőrben Krajnyák mellett Veres Amarilla volt a csapat tagja, velük a dobogó harmadik fokára állhatott.

#### 2017-2021
2017 februárjában az egri vk-n a tőrcsapat tagjaként döntőbe jutott, ahol ezüstérmet szerzett. Márciusban a pisai világkupán tőr egyéniben győzött. Májusban a hollandiai stadskanaali világkupán tőr egyéniben ezüstérmet szerzett, a párbajtőr csapattal győzni tudott. A magyar küldöttség teljesítményének köszönhetően elnyerte a Nemzetek Kupáját is. A nyári varsói világkupán tőr egyéniben bronzérmet szerzett. A novemberi római világbajnokságon mind a párbajtőr-, mind a tőrcsapat tagjaként (Fóris Erika, Krajnyák Zsuzsanna és Hajmási Éva) bronzérmet szerzett, tőr egyéniben pedig a hatodik, párbajtőrben a hetedik helyen végzett. A 2018-as világkupa egri állomásán a párbajtőrcsapattal megnyerte a küzdelmeket. Az áprilisi montréali világkupán párbajtőrben a második helyen végzett, tőrben pedig győzni tudott. A szeptemberi EB-t vállsérülése miatt kényszerült kihagyni. A 2019 februárjában, az Egyesült Arab Emírségekbeli Sardzsában rendezett világjátékokon a tőrcsapattal bronzérmet szerzett, azonban újra megsérült. A júliusi vk versenyen, Varsóban tért vissza sérüléséből, ahol a párbajtőrcsapattal bronzérmet szerzett. A szeptemberi világbajnokságon, amelyet a dél-koreai Cshongdzsuban rendeztek, a párbajtőrcsapattal a dobogó harmadik fokára állhatott, míg a tőrcsapattal világbajnoki címet szerzett. A győzelem történelmi jelentőségű, mivel kerekesszékes vívásban magyar csapat még sosem nyert világbajnokságot. 2020 februárjában még megrendezték az egri világkupát, ahol a tőrcsapattal a dobogó legalsó fokára állhatott. Márciusban kitört a koronavírus járvány, így az év összes sporteseményét lemondták, a tokiói játékokat pedig egy évvel elhalasztották. A paralimpia előtt a kedvezőtlen járványadatok miatt nem rendeztek versenyeket. Kvalifikációja tokiói paralimpiára nem sikerült túl jól, de a nemzetközi szövetségtől szabadkártyát kapott, így kijutott a játékokra. A tokiói játékok előtt  az a megtiszteltetés érte, hogy a megnyitóünnepségen ő vitte a magyar csapat zászlaját. Párbajtőr egyéniben nem jutott a legjobb nyolc közé, a 12. helyen fejezte be a küzdelmeket. A párbajtőr csapattal az ötödik helyen végzett. A tőrcsapat tagjaként kiélezett küzdelemben bronzérmet szerzett Hong Kong ellenében.  A paralimpiát követően, 2018 óta egyre több problémát okozó vállsérülése miatt vonult vissza.

### Téli sportok
A vívás mellett mindig is nyitott volt más sportágak iránt is, 2008 után komolyabb érdeklődéssel fordult a téli sportok felé. LW11-es kategóriában versenyzett. 2009-ben megnyerte az osztrák országos bajnokságot óriás műlesiklásban, egy évre rá megvédte címét, valamint műlesiklásban is bajnoki címet szerzett. 2010 februárjában a franciaországi Auronban rendezett Európa-bajnokságon alpesi síben, azon belül is óriás műlesiklásban ezüstérmes lett. Ennek eredményeképpen szabadkártyát kapott a paralimpiai bizottságtól, így kijutott a vancouveri paralimpiára, később pedig a megfelelő szintet is teljesítette. Ezzel ő lett az első magyar női paralimpikon, aki a nyári és téli paralimpiára is részvételi jogot szerzett alpesi síben. A játékokra ki is utazott, de számában nem tudott elindulni, mivel szobájában elesett és kettős lábszárcsonttörést szenvedett. 2012 novemberében a hollandiai Landgraafban rendezett versenyen előbb nem ért végig a pályán, majd műlesiklásban a negyedik helyen végzett. 2013 januárjában az ausztriai Rinnben műlesiklásban egyik nap nem tudta befejezni a versenyt, majd a későbbi versenynapon diszkvalifikálták. 2013-ban indult a spanyolországi La Molinában megrendezett alpesi sí világbajnokságon, ahol a 14 fős mezőnyben a hetedik helyen végzett műlesiklásban. Óriás műlesiklásban pedig egyedüli magyarként tudta a számot teljesíteni, a kilencedik helyen végzett. 2013 novemberében részt vett az innerkremsi országos bajnokságon óriás műlesiklásban, de kiesett. Eredetileg indult volna a 2014-es szocsi téli paralimpián, de 2013 decemberében bejelentette, hogy gyermeket vár, így visszalépett a versenytől.

## Eredményei
- hatszoros paralimpiai ezüstérmes (2004 3x), (2012 2x), (2016)
- kétszeres paralimpiai bronzérmes (2016), (2020)
- világbajnok (2019)
- négyszeres világbajnoki ezüstérmes (2002), (2011), (2015 2x)
- tizenegyszeres világbajnoki bronzérmes (2002 2x), (2006 3x), (2011 2x), (2015), (2017 2x), (2019)
- tízszeres Európa-bajnok (2003 2x), (2005), (2007 3x), (2009 2x), (2011 3x), (2016)
- hatszoros Európa-bajnoki ezüstérmes (2001 2x), (2005), (2007), (2009), (2010)
- háromszoros Európa-bajnoki bronzérmes (2003), (2005), (2010),

## Tanulmányai és szakmai útja
Balesete előtt szakmunkásképzőbe járt, fonalgyártónak tanult. Első diplomáját a gödöllői Szent István Egyetemen szerezte, munkavállalási tanácsadóként végzett. 2007 októberétől a 2010-es évek közepéig a Mozgáskorlátozottak Egyesületeinek Országos Szövetségénél (MEOSZ) dolgozott mint munkavállalási tanácsadó. 2021-ben a Testnevelési Egyetemen sportszervező-menedzser szakra járt.

## Társadalmi szerepvállalásai és alapítványa
1996-ben a Mozgássérült Emberek Rehabilitációs Központjának igazgatója kérésére csatlakozott az úgynevezett révész szolgálathoz. Feladata volt, hogy frissen sérült, mozgáskorlátozottá vált sorstársait kísérje, számukra gyakorlati, megváltozott élethelyzetükben is hasznos példákat mutasson, saját tapasztalatai alapján. Ezáltal segítő kezet nyújtva új élethelyzetük mielőbbi feldolgozásában. 2004-ben első alkalommal az ő ötletei alapján szervezték meg az Országos Orvosi Rehabilitációs Intézetben a mozgássérültek sportnapját, amelyet a koronavírus-járvány kitöréséig tíz alkalommal rendeztek meg. 2007-ben lett tagja a Magyar Női Karrierfejlesztési Szövetségnek, ahol konferenciákat szervezett társadalmi munkában annak érdekében, hogy javítsák a fogyatékossággal élő nők helyzetét a munkaerőpiacon. 2012 nyarán a 2017 elejéig tartó ciklusra a Magyar Vívószövetség elnökségi tagjává választották, majd 2020 nyarán négy évre újra a grémium tagja lett. Az aktív sporttól való visszavonulását követően 2021-ben hozta létre a Paraktív Alapítványt, amelynek segítségével bemutatja a sérült emberek számára is elérhető sportolási lehetőségeket, többek között különböző sportági bemutatókkal is ösztönzi őket az aktívabb életre és a sportolásra. Ne Parázz! néven pedig sportnapokat is szervez mozgáskorlátozottak számára oktatási intézményekben is. 2021-ben a Nemzetközi Eucharisztikus Kongresszus önkéntes hírnöke volt. Tanúságtétele szerepelt az m5-ön vetített, Ő és én című minisorozatban, mellyel a Kongresszust népszerűsítették. 2022-ben mutatták be Tóth Péter Pál rendezésében a Révészek című dokumentumfilmet, amely elnyerte a 9. Budapesti Nemzetközi Dokumentumfilm Fesztivál magyar szekciójának fődíját. Gyöngyi volt a film egyik nagykövete.

## Magánélete
Első férje, Pancsa József volt a hazai paralimpiai mozgalom és a Magyar Paralimpiai Bizottság egyik megalapítója, 12 éven keresztül a Magyar Mozgássérült Sportszövetség elnöke. 2011 májusában hunyt el, ebből a házasságából egy nevelt lánya van, Emese, akit kilencéves korától nevelt. Második házasságában él, férje Nagy Balázs, gyermekük Kristóf Bendegúz 2014-ben született. Egyházi esküvőjüket 2021-ben tartották. Hívő ember, nem sokkal balesete után tért katolikus hitre. Mindig szerette a kutyákat; első férje elhunytát követően, 2011 és 2017 között Scooby, egy belga juhász volt a hivatalos segítőkutyája, ami korábban férjét segítette.

## Róla
2002-ben jelent meg Reményik László Életbajnokok című könyve, amelyben különböző fizikai és pszichikai sérültséggel élő emberek mesélik el élettörténetüket. A kötetben egy fejezetet neki szenteltek. 2014 őszén jelent meg az Újpesti Olimpikonok című kötet, Hencsei Pál és Fericsán Kálmán könyve, amelyben összesen 530 Újpesthez kötődő sportoló története szerepel, az övét is beleértve. 2015-ben jelent meg az az interjúkötet, Ambrus Péter tollából, amelyben parasportolók életútját mutatják be viszonylag részletesen. Ennek egyik fejezete róla szól. 2016-ban mutatták be a Lehetetlen határán című 50 perces dokumentumfilmet, amelyben Becsey János, Engelhardt Katalin, Ráczkó Gitta és Szekeres Pál mellett az ő élettörténete is szerepel, bemutatva a magyar parasport történetét és sikereit.

## Díjai, elismerései
- Az Év Paracsapata második helyezett: női kerekesszékes párbajtőrcsapat (2001) [119]
- Az Év Paracsapata harmadik helyezett (2002)[120]
- A Vodafone Év Paracsapata (kerekesszékes vívóválogatott) (2003)[121]
- A Magyar Köztársasági Érdemrend lovagkeresztje (polgári tagozat) (2004)[122]
- Különdíj a Magyar Vívószövetségtől (2004)[123]
- Az Év Fogyatékos Női Sportolója második helyezett (2004)[124]
- Az Év Fogyatékos Csapata (kerekesszékes vívóválogatott) (2004)[125]
- Az Év Fogyatékos Női Sportolója harmadik helyezett (2005)[126]
- Az Év Fogyatékos Csapata: a kerekesszékes vívóválogatott tagja (2005)[127]
- Az Év Fogyatékos Női Sportolója harmadik helyezett (2006)[128]
- Az Év Fogyatékos Csapata harmadik helyezett: a magyar kerekesszékes vívóválogatott (2006)[129]
- Az Év Fogyatékos Csapata második helyezett (kerekesszékes vívóválogatott) (2007)[130]
- Az Év Fogyatékos Női Sportolója harmadik helyezett (2007)[130]
- Budapest Főpolgármesterének Elismerő Oklevele (2012)[131]
- Az Év Női Para és Fogyatékos Sportolója második helyezett (2012)[132]
- Az Év Fogyatékos Csapata: a női kerekesszékes párbajtőrcsapat tagja (2012)[133]
- Az Év Sportolója Kaposváron (2013)[134]
- Az Év Fogyatékos Csapata: a női kerekesszékes vívóválogatott (2016)
- A Magyar Érdemrend Középkeresztje (2016)[135]
- Az Év Fogyatékos Csapata (női kerekesszékes vívóválogatott tagja) (2017)
- Az Év Fogyatékos Csapata (női kerekesszékes vívóválogatott) (2018)[136]
- Az Év Fogyatékos Csapata harmadik helyezett (női kerekesszékes vívóválogatott tagja) (2019)[137]
- Az Év Fogyatékos Csapatának tagja (női kerekesszékes tőrcsapat) (2021)[138]